# 邦蒂尼
邦蒂尼（法語：Bantigny，法語發音：[bɑ̃tiɲi]）是法国上法蘭西大區北部省的一个市镇，属于康布雷区。

## 地理
邦蒂尼（50°13'45"N, 3°13'48"E）面积3.17 平方千米，位于法国上法蘭西大區北部省，该省份为法国最北部的省份及最长的省份，西北濒北海，西接加来海峡省，南至埃纳省和索姆省，东与比利时接壤。
与邦蒂尼接壤的市镇（或旧市镇、城区）包括：昂朗格莱、坦莱韦克、阿邦库尔、布莱库尔、屈维莱尔、帕扬库尔。

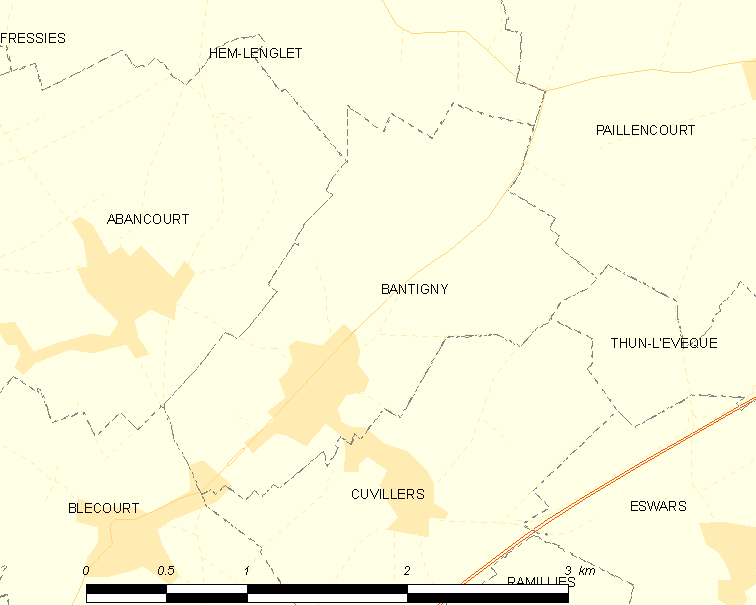
邦蒂尼的OSM定位图

邦蒂尼的时区为UTC+01:00、UTC+02:00（夏令时）。

## 行政
邦蒂尼的邮政编码为59554，INSEE市镇编码为59048。

## 政治
邦蒂尼所属的省级选区为康布雷县。

## 人口

1962-2008年间邦蒂尼人口变化图示

邦蒂尼于2022年1月1日时的人口数量为499人。